# Ghidici (gmina)
Ghidici – gmina w Rumunii, w okręgu Dolj. Obejmuje tylko jedną miejscowość Ghidici. W 2011 roku liczyła 2331 mieszkańców.